# Del Herrero
Del Herrero es un cultivar de higuera de tipo higo común Ficus carica bífera, es decir con dos cosechas por temporada; brevas de primavera-verano e higos de otoño. Se cultiva principalmente en el sureste español (región de Murcia y provincia de Alicante).

## Sinonimia
- Sin sinónimos.[7][8]

## Historia
Parece ser que el origen de la higuera es el Mediterráneo y sus frutos han sido muy apreciados por las diferentes culturas que se han asentado en las orillas de este mar a lo largo de los años. Pero otras fuentes indican que el higo procede de los países del Oriente Próximo, abarcando desde la zona mediterránea hasta el oeste de Asia. Sin embargo antiguas civilizaciones del Mediterráneo oriental usaron el higo mucho antes de que llegara a Europa.
Probablemente su cultivo se inició en Arabia meridional desde donde se extendió al resto de países. Posiblemente los fenicios fueron quienes difundieron el cultivo de la higuera en Chipre, Sicilia, Malta, Córcega, la islas Baleares, la península ibérica y Francia. Mientras que los griegos llevaron el fruto a Palestina y Asia Menor. La variedad 'Del Herrero' es oriunda del sureste de España.

## Características
La higuera 'Del Herrero' es una variedad del tipo higo común bífera (con dos cosechas por temporada, brevas de primavera-verano e higos de otoño). Es vigorosa y se adapta bien en los cultivos intensivos, aparte de sus buenas cualidades gustativas y productividad.
Las brevas presentan una relación de calibres con respecto al % de los frutos:
| Calibre | +25   | 25    | 30   | 36 | 45 | 56 | -56 |
| ------- | ----- | ----- | ---- | -- | -- | -- | --- |
| (%)     | 73,90 | 19,60 | 6,50 |    |    |    |     |

Las brevas 'Del Herrero' son frutos de forma cónica, muy grandes, de forma no simétrica, con un peso promedio de 126,00 gr, con una relación de anchura × longitud igual a 62,60 × 77,00 mm, y una longitud de pedúnculo de 5,80 mm. Tienen una epidermis elástica, con firmeza media, aptitud al rayado muy buena, con color de fondo granate mate y sobre color mancha irregular de color verde amarillento en la zona del cuello. Con un ºBrix (media de 5 muestras) de 16,18 de sabor dulce, con mesocarpio blanco y ancho, con color de la pulpa rosa intenso, con cavidad interna media, con numerosos aquenios medianos. De una calidad buena en su valoración organoléptica, son de un inicio de maduración a partir del 28 de mayo. Su resistencia a la manipulación es regular.
Las higos presentan una relación de calibres con respecto al % de los frutos: 
| Calibre | +25 | 25 | 30   | 36    | 45    | 56    | -56 |
| ------- | --- | -- | ---- | ----- | ----- | ----- | --- |
| (%)     |     |    | 8,90 | 44,40 | 28,89 | 17,56 |     |

Los higos 'Del Herrero' son frutos de forma cónica, de tamaño mediano a grande, con un peso promedio de 63,00 gr, con una relación de anchura × longitud igual a 61,00 × 74,80 mm, y una longitud de pedúnculo de 5,10 mm. Tienen una epidermis elástica, con firmeza media, aptitud al rayado muy buena, con color de fondo granate mate y sobre color mancha irregular de color verde con vetas marronáceas en la zona del cuello. Con un ºBrix (media de 5 muestras) de 19,70 de sabor dulce, con color de la pulpa miel rosa, con cavidad interna de madiana a grande, con numerosos aquenios medianos. De una calidad buena en su valoración organoléptica, son de un inicio de maduración a partir del 17 de julio. Su resistencia a la manipulación es regular.
Apta para breva e higo para consumo en fresco. Es una de las variedades más cultivadas en el sureste de España por sus brevas e higos de excelente calidad y adaptación a cultivos de alta densidad.

## Cultivo actual
Esta variedad está perfectamente adaptada al cultivo de secano y presenta frutos de calidad. Está siendo cultivado en los municipios del valle de Albaida en la provincia de Valencia y en Vega Baja del Segura, de la provincia de Alicante, España.